# Najlepiej sprzedające się nagrania w 2017 roku
Opracowano na podstawie oficjalnego raportu Międzynarodowej Federacji Przemysłu Muzycznego (ang. International Federation of the Phonographic Industry, w skrócie: IFPI) z 2018 roku. Udostępniono w nim wyniki sprzedaży nośników fizycznych (płyt kompaktowych, winylowych, kaset magnetofonowych) i cyfrowych, tzn. plików w formatach mp3, m4a, flac. Nie uwzględniono w zestawieniu wyświetleń ze streamingu.

## Albumy studyjne

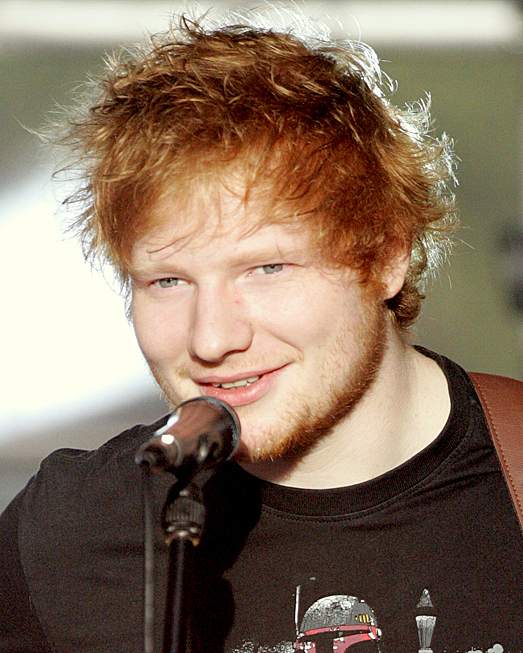
Ed Sheeran
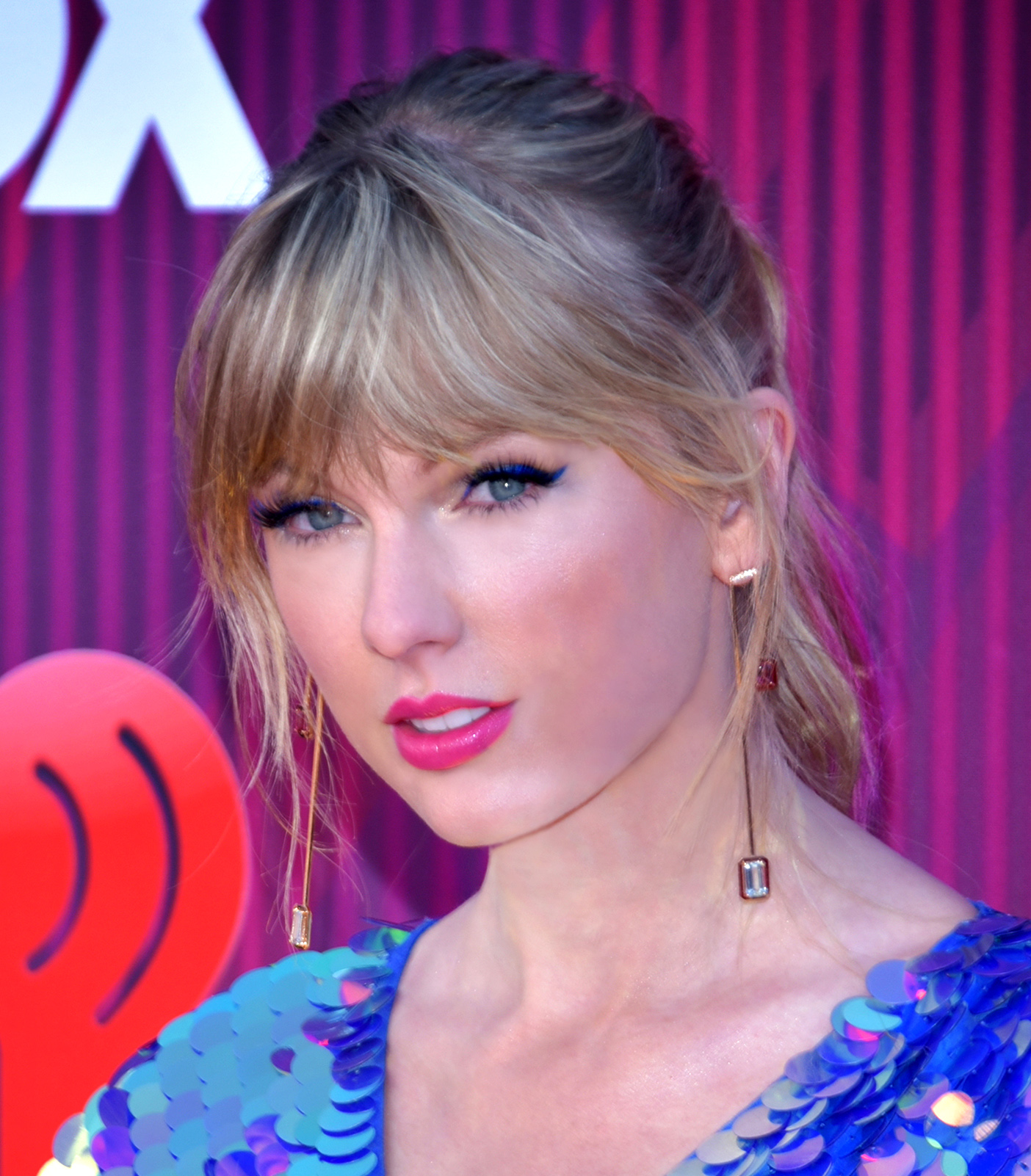
Taylor Swift
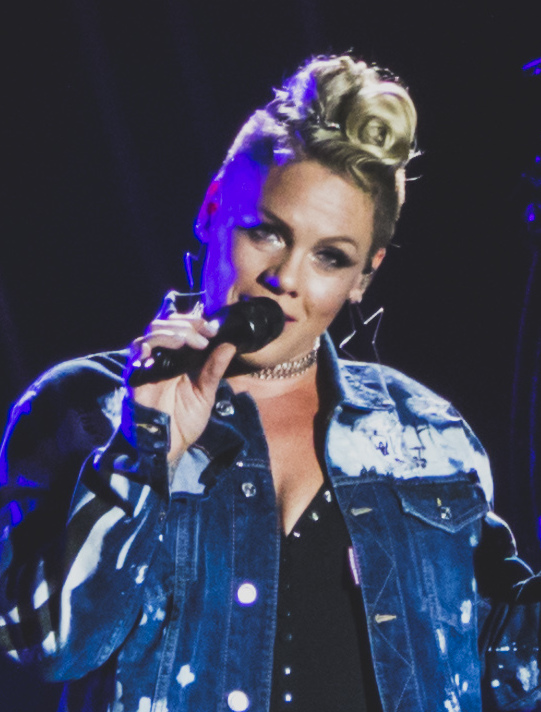
Pink
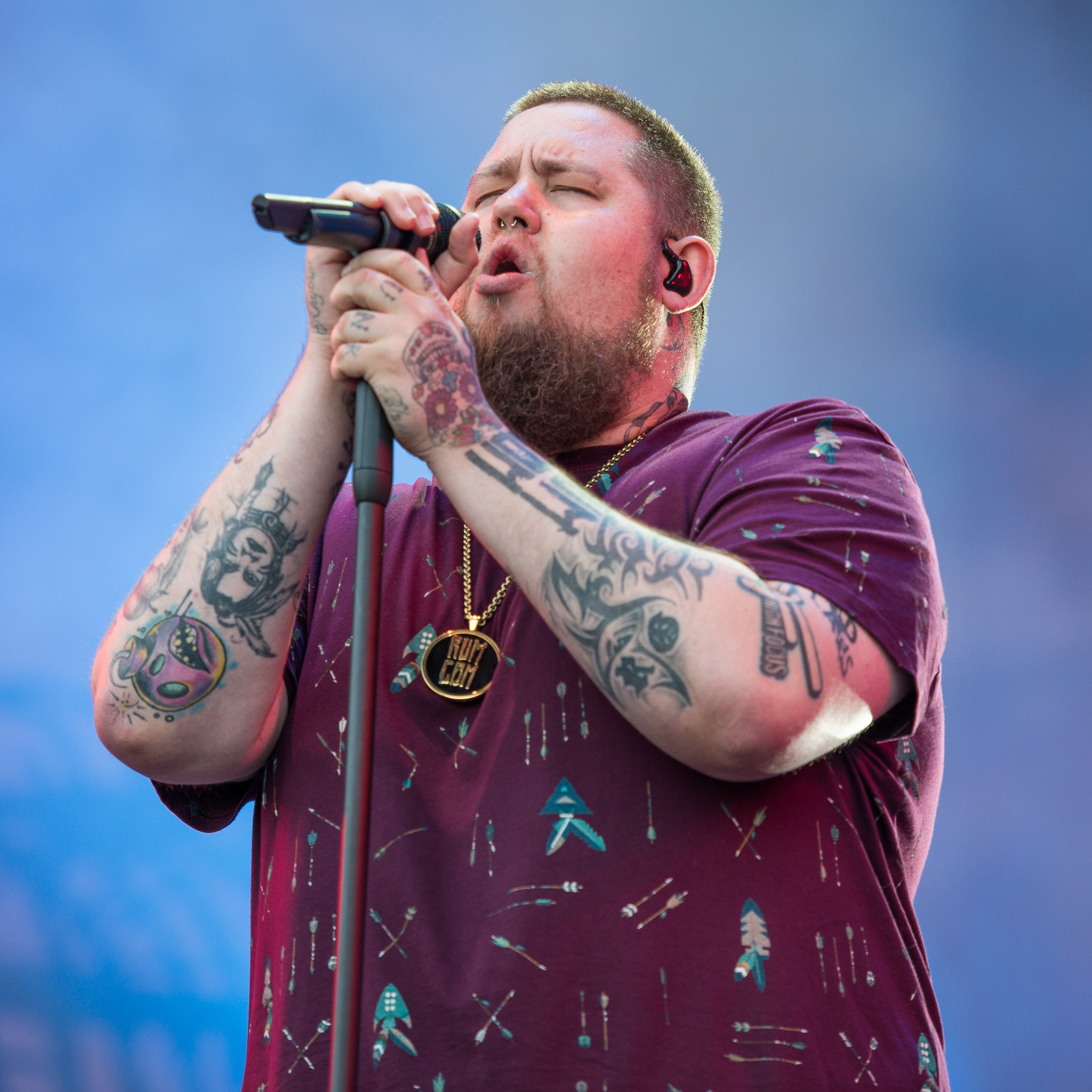
Rag’n’Bone Man
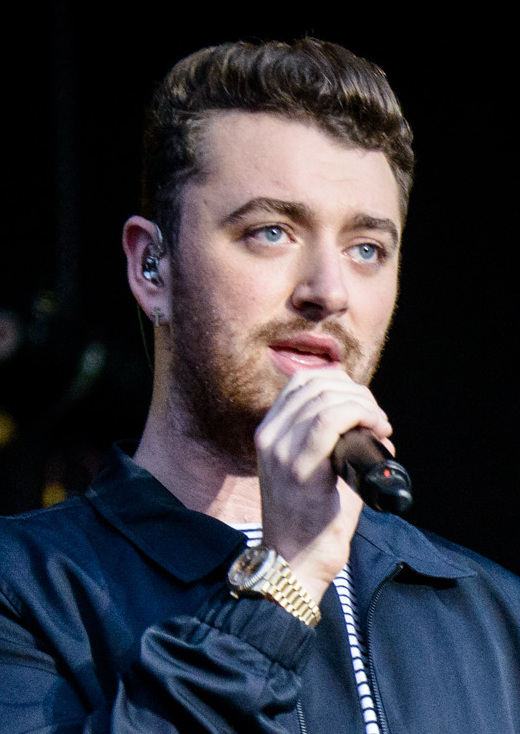
Sam Smith
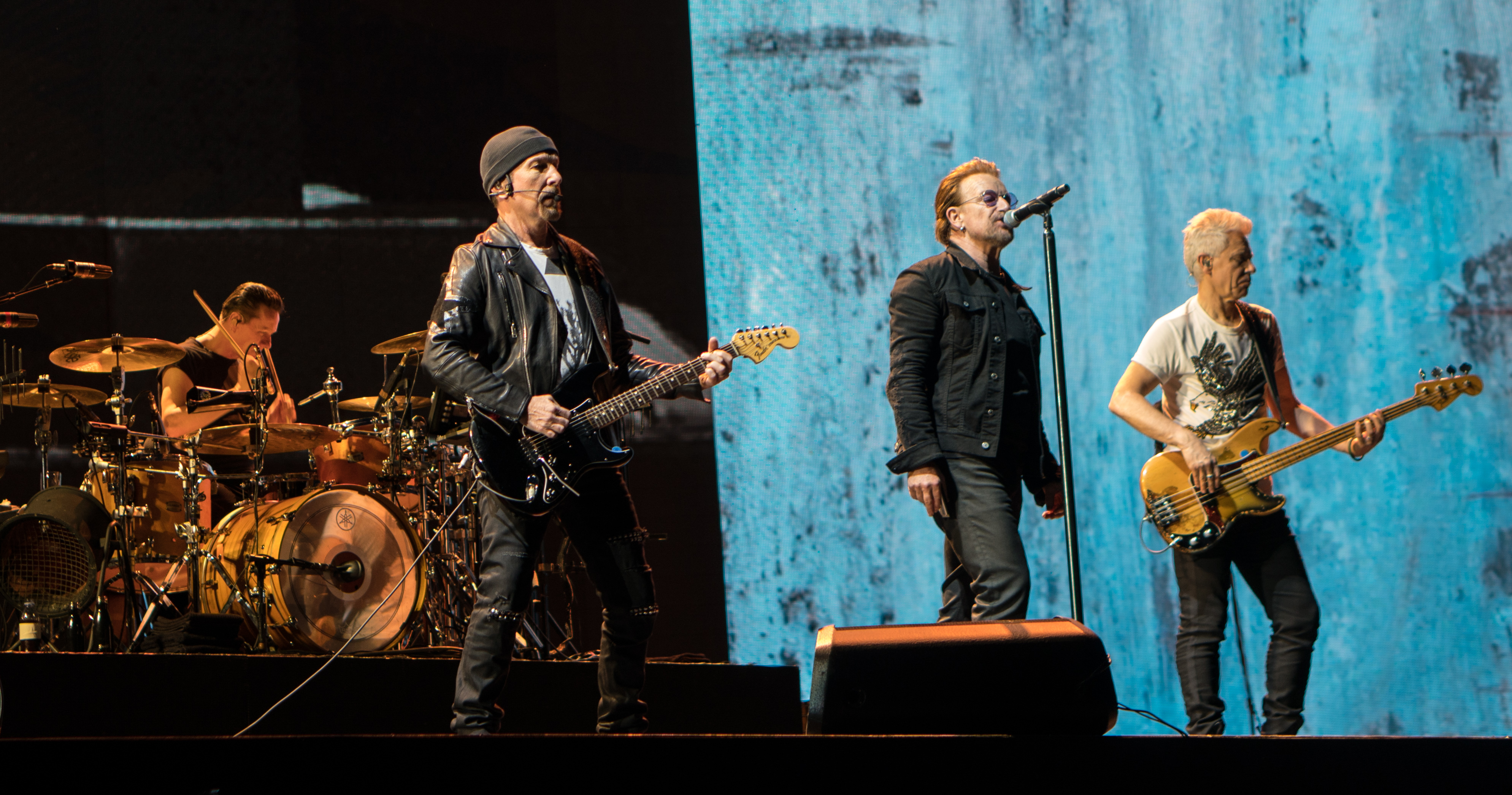
U2
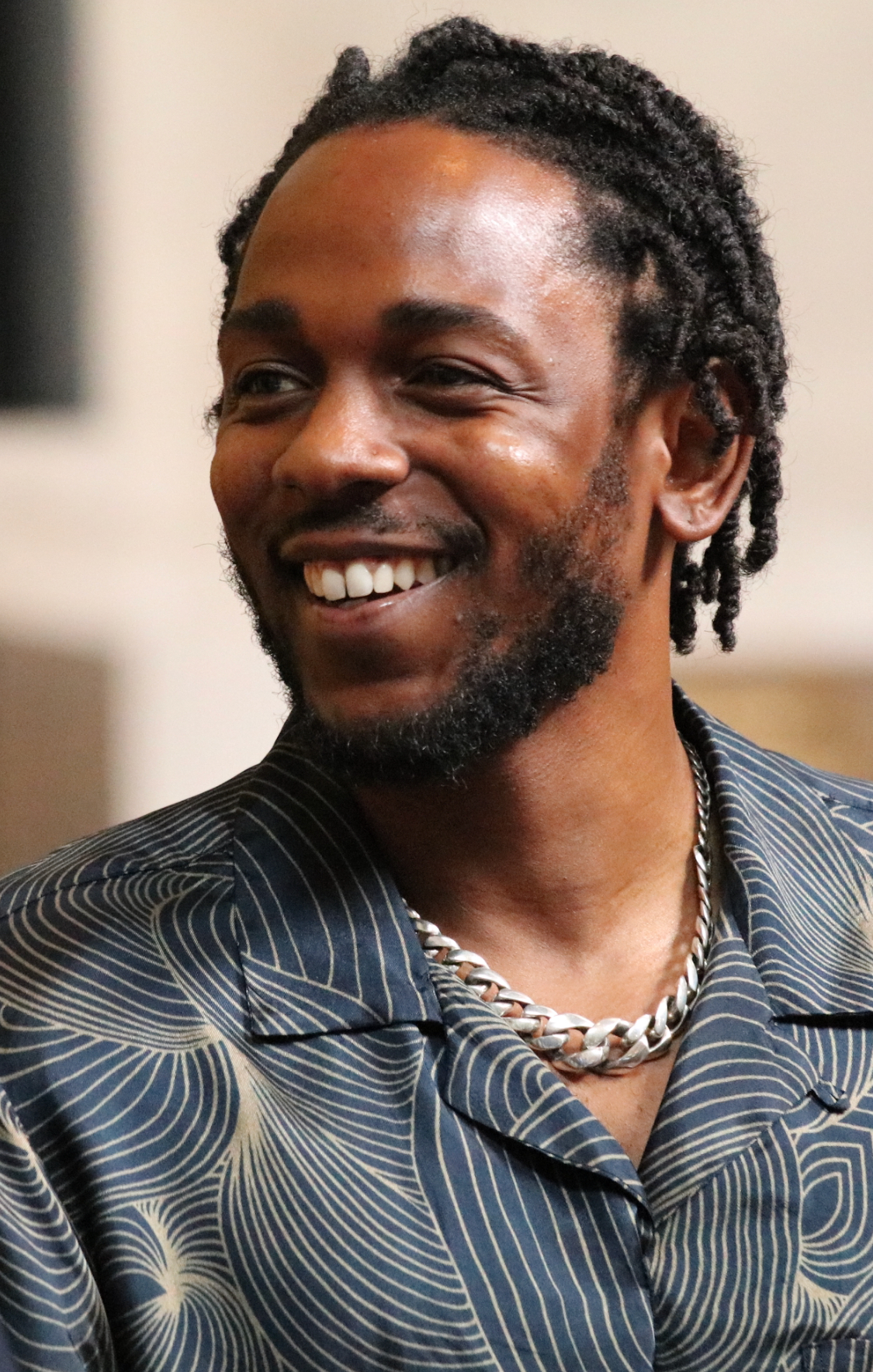
Kendrick Lamar
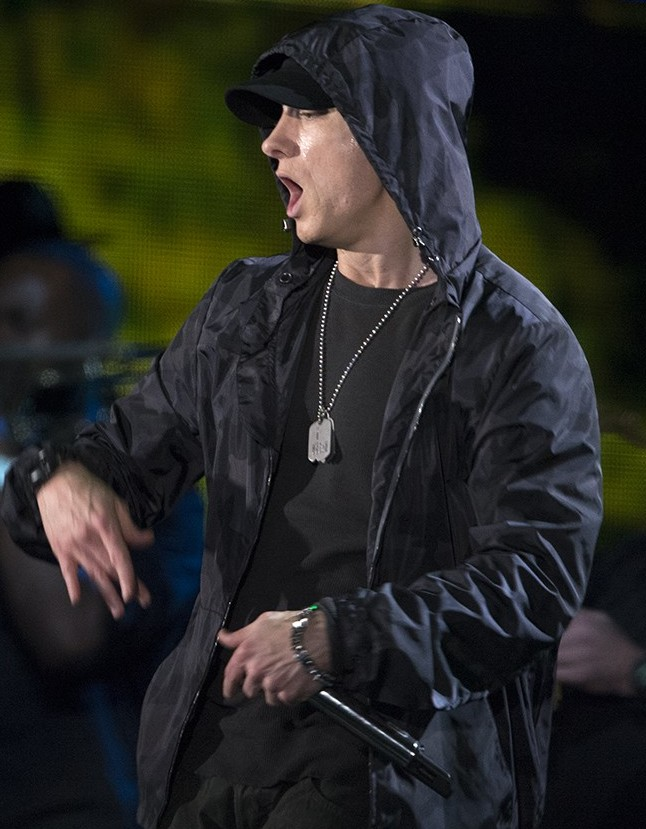
Eminem
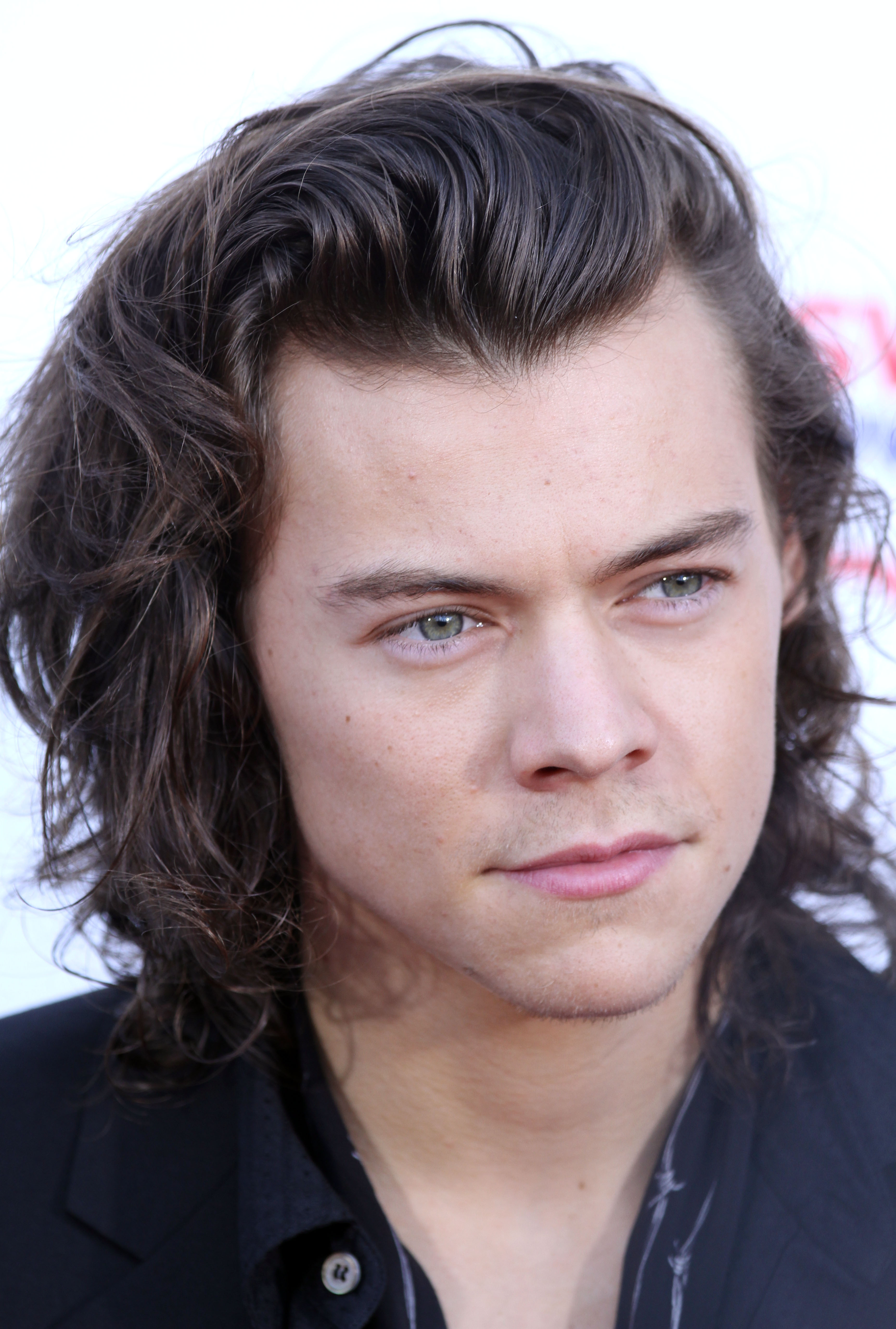
Harry Styles
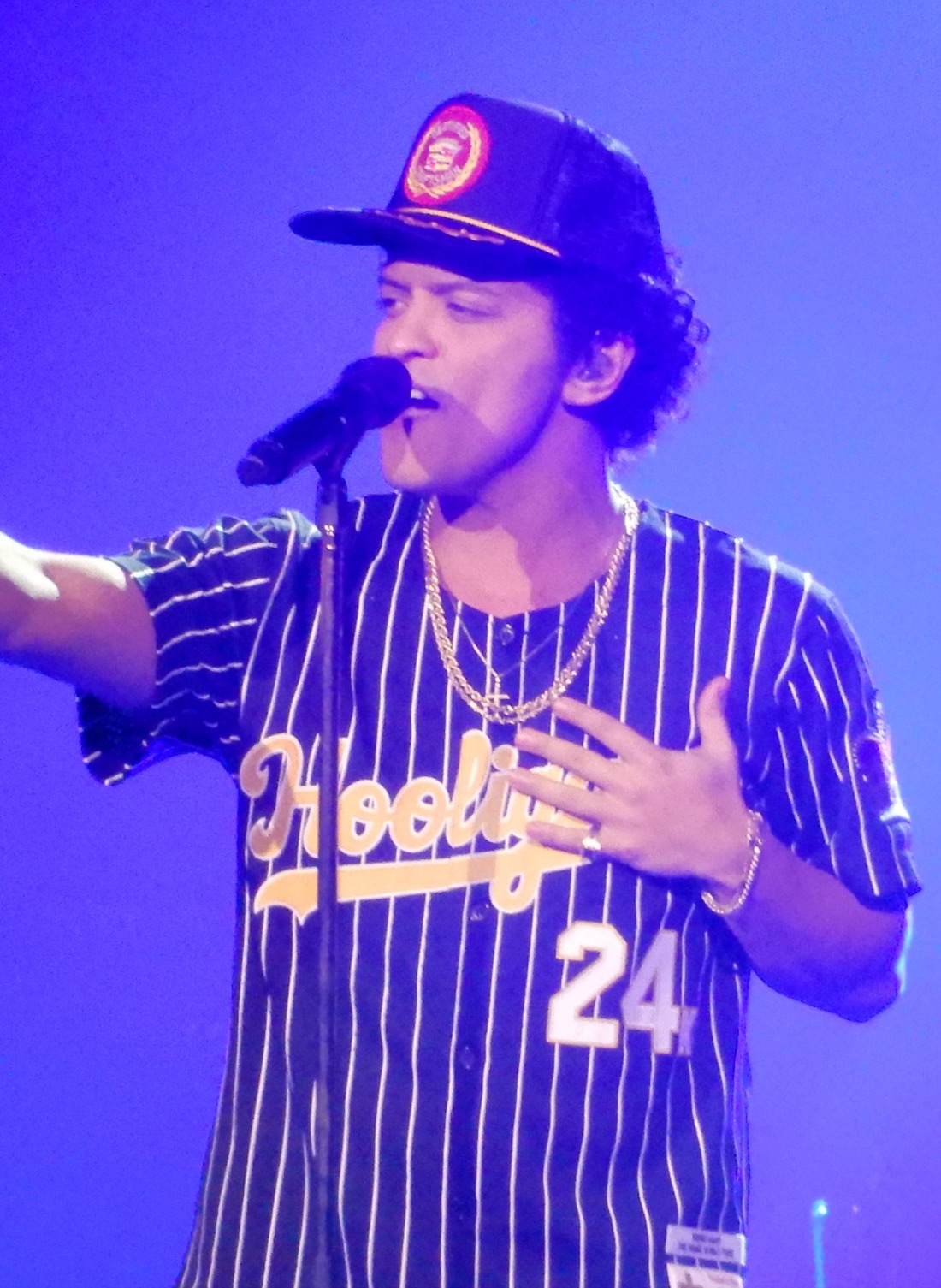
Bruno Mars

| Numer | Artysta        | Wydawnictwo          | Rok wydania | Gatunek                                                                | Sprzedaż | Źródło |
| ----- | -------------- | -------------------- | ----------- | ---------------------------------------------------------------------- | -------- | ------ |
| 1.    | Ed Sheeran     | ÷                    | 2017        | Pop / Rock                                                             | 6,1 mln  | [ 1 ]  |
| 2.    | Taylor Swift   | Reputation           | 2017        | Pop / Dance-pop / Teen pop / Adult contemporary                        | 4,5 mln  | [ 1 ]  |
| 3.    | Pink           | Beautiful Trauma     | 2017        | Pop / Rock / Dance-pop / Contemporary pop & rock                       | 1,8 mln  | [ 1 ]  |
| 4.    | Rag’n’Bone Man | Human                | 2017        | Blues / Neo soul / Contemporary blues / Rock alternatywny / Indie rock | 1,6 mln  | [ 1 ]  |
| 5.    | Sam Smith      | The Thrill of It All | 2017        | Pop / Adult contemporary                                               | 1,4 mln  | [ 1 ]  |
| 6.    | U2             | Songs of Experience  | 2017        | Pop / Rock / Rock albumowy / Contemporary pop & rock                   | 1,3 mln  | [ 1 ]  |
| 7.    | Kendrick Lamar | Damn                 | 2017        | Rap / West Coast hip-hop                                               | 1,3 mln  | [ 1 ]  |
| 8.    | Eminem         | Revival              | 2017        | Rap / Hardcore rap / Midwest rap / Pop-rap                             | 1,1 mln  | [ 1 ]  |
| 9.    | Harry Styles   | Harry Styles         | 2017        | Pop / Rock / Contemporary pop & rock                                   | 1 mln    | [ 1 ]  |
| 10.   | Bruno Mars     | 24K Magic            | 2016        | Contemporary R&B / Pop / Soul                                          | 1 mln    | [ 1 ]  |

## Single cyfrowe

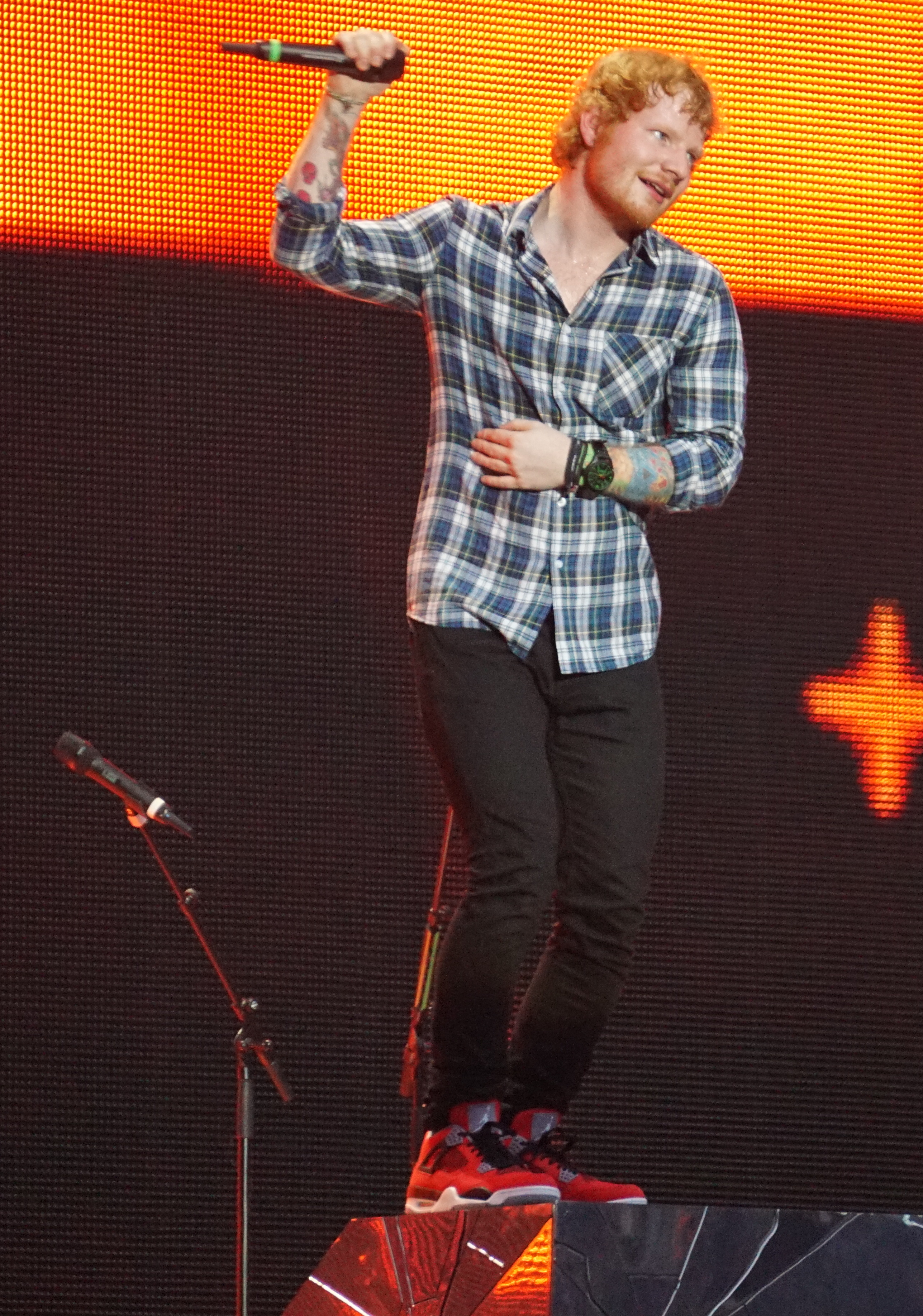
Ed Sheeran
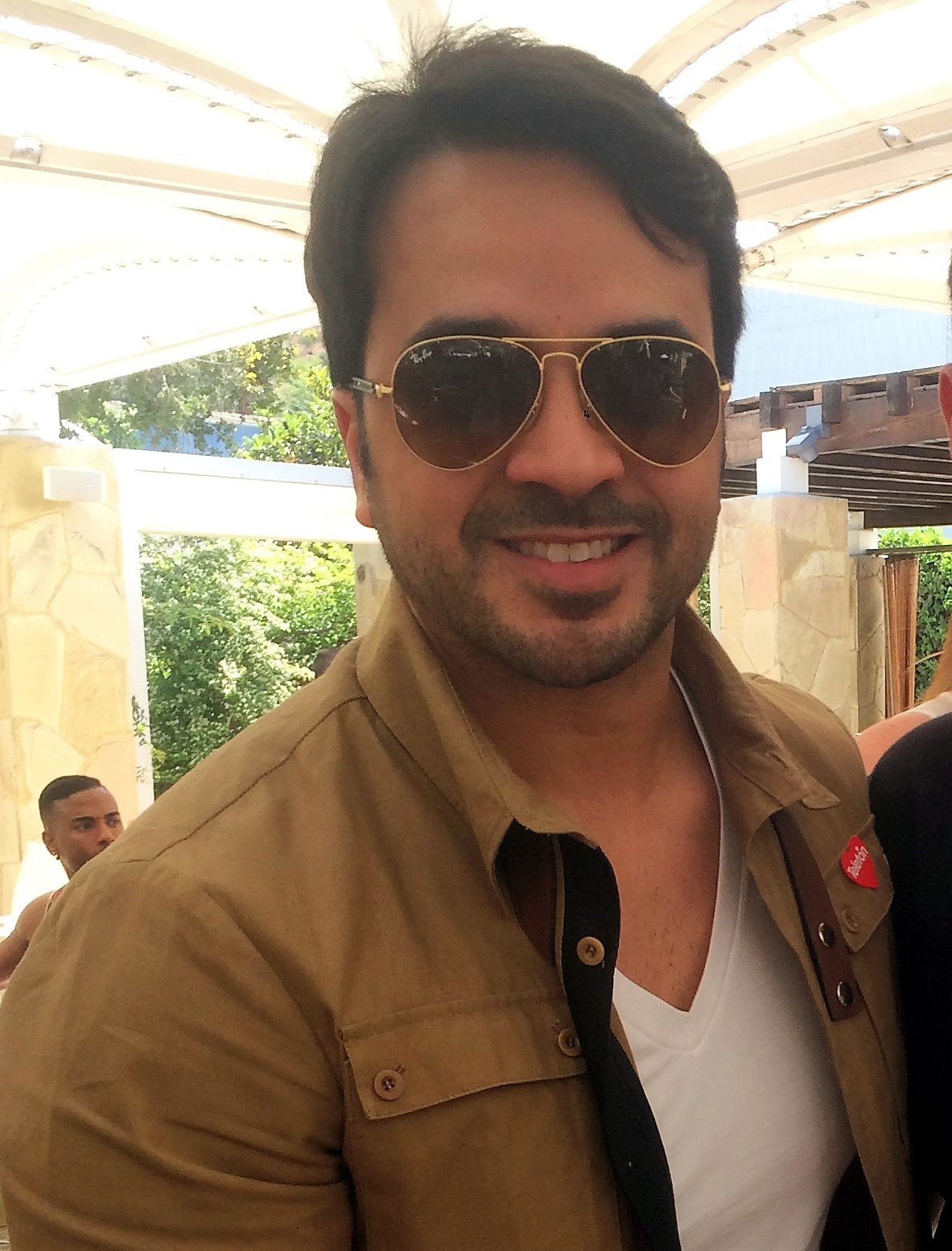
Luis Fonsi
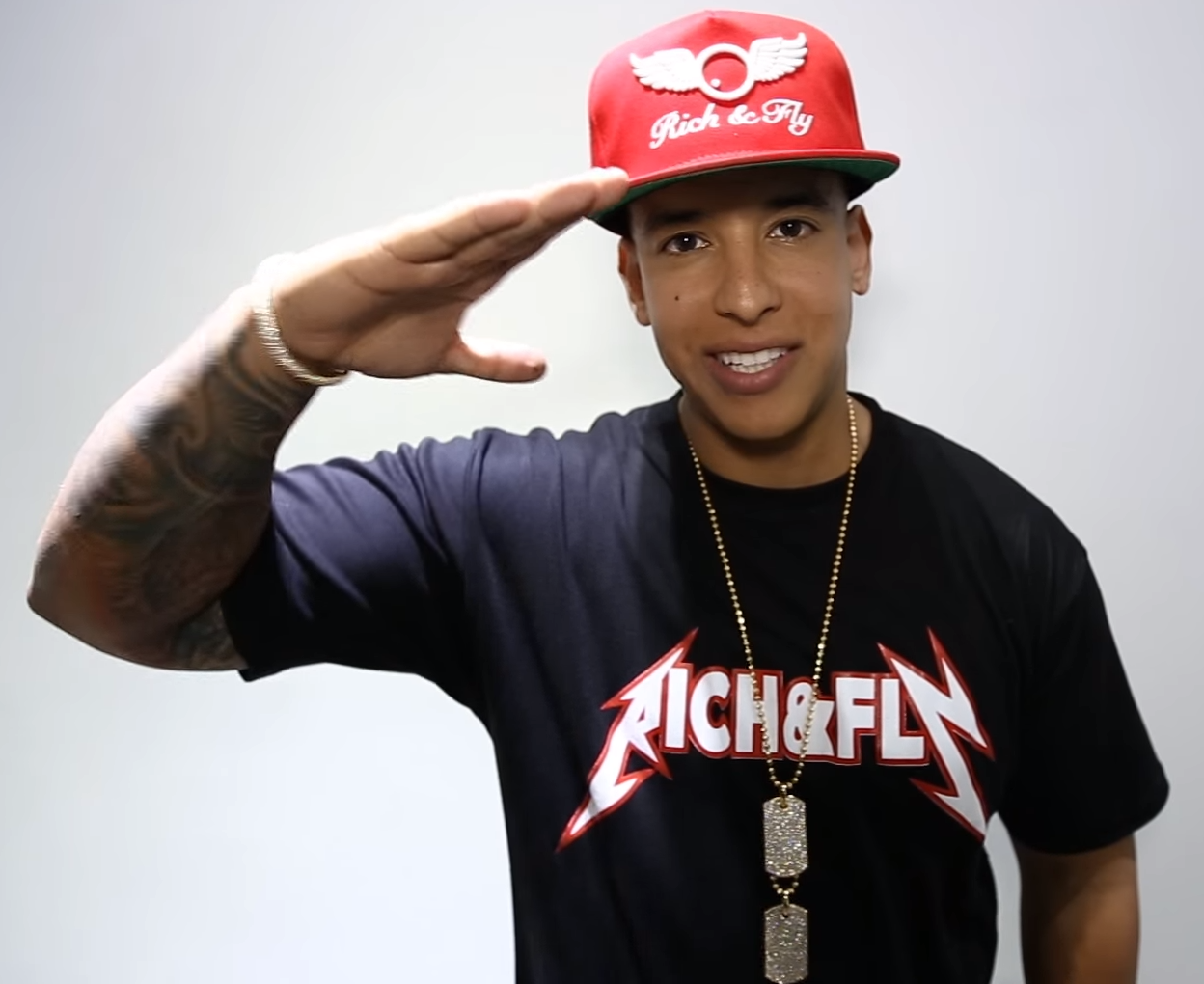
Daddy Yankee
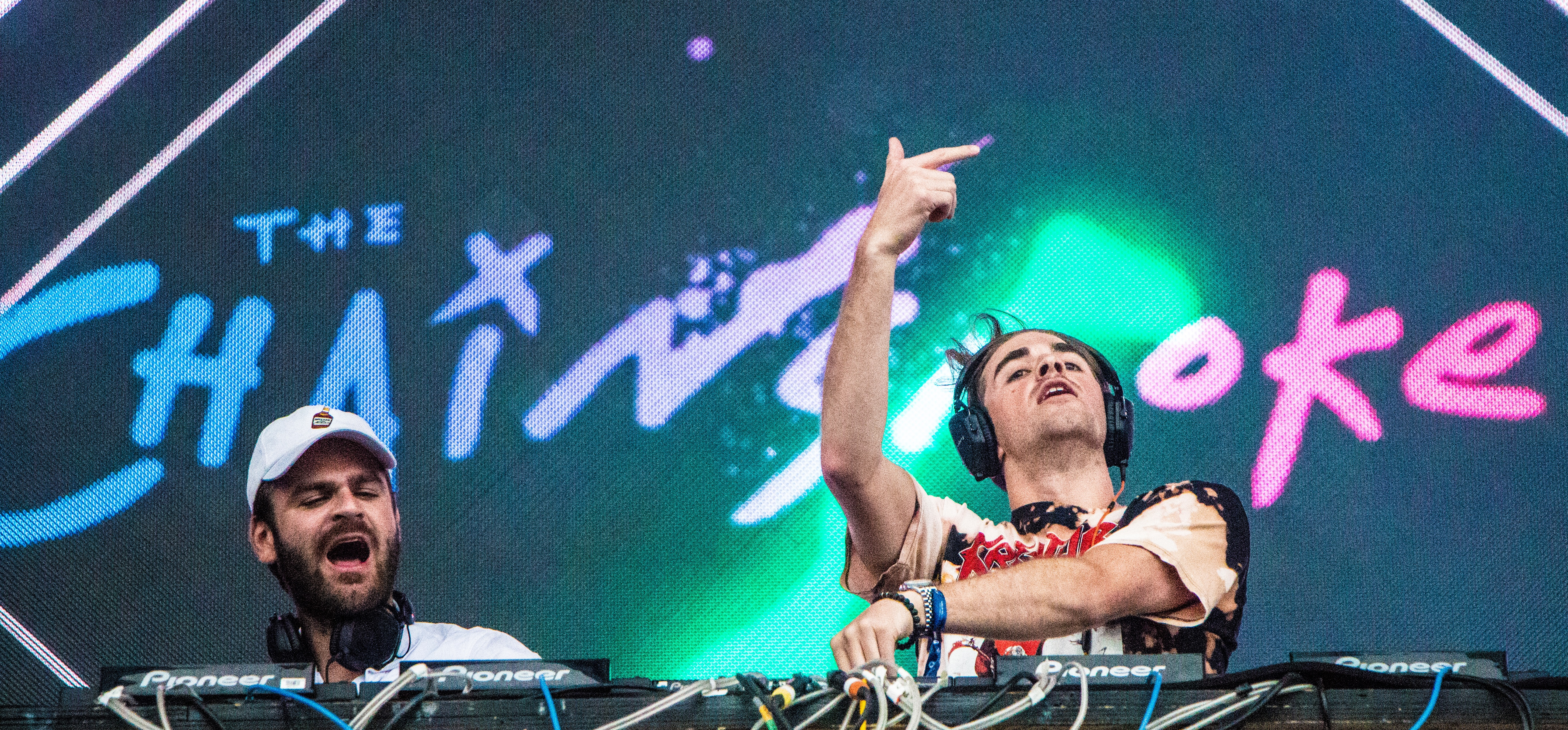
The Chainsmokers
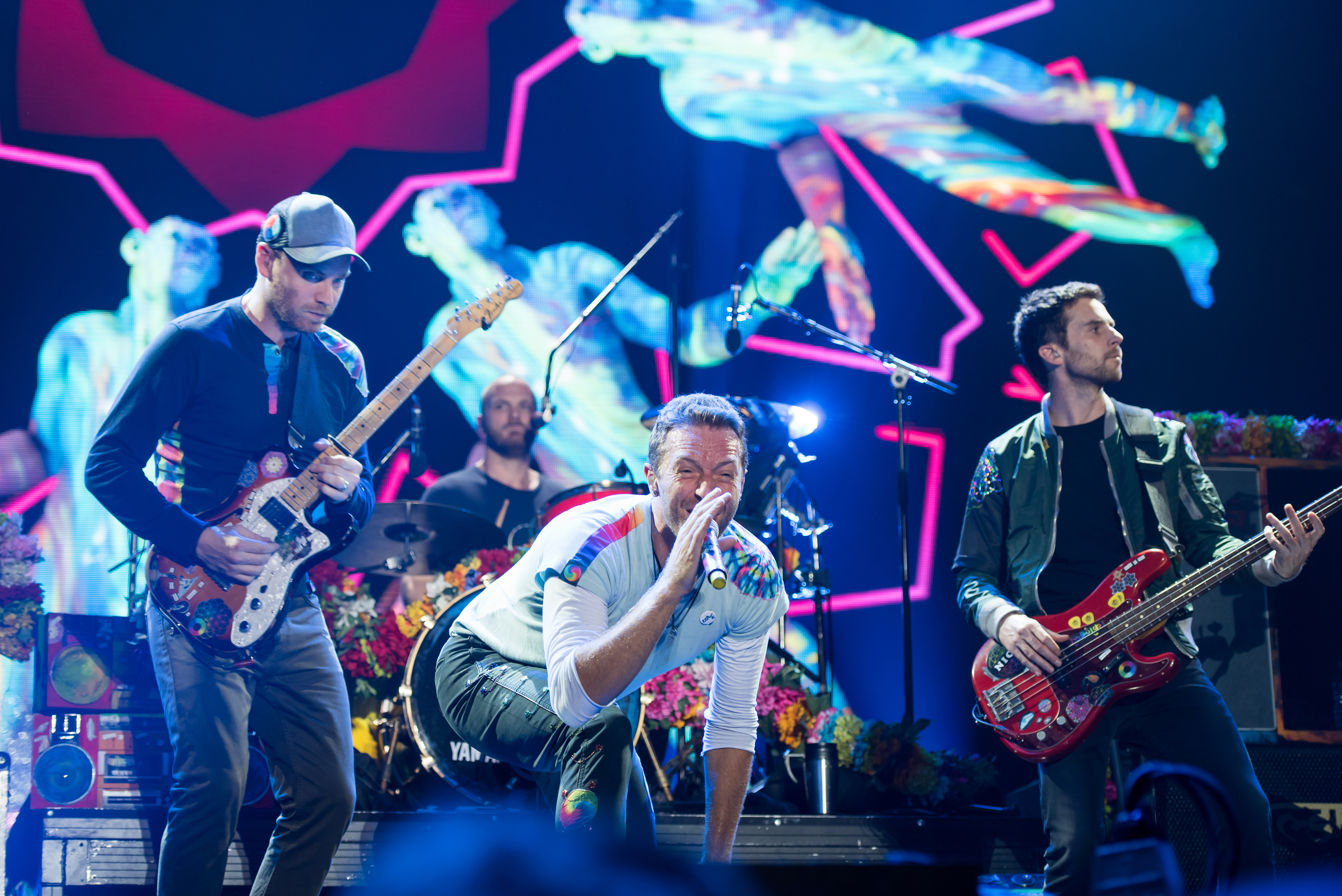
Coldplay
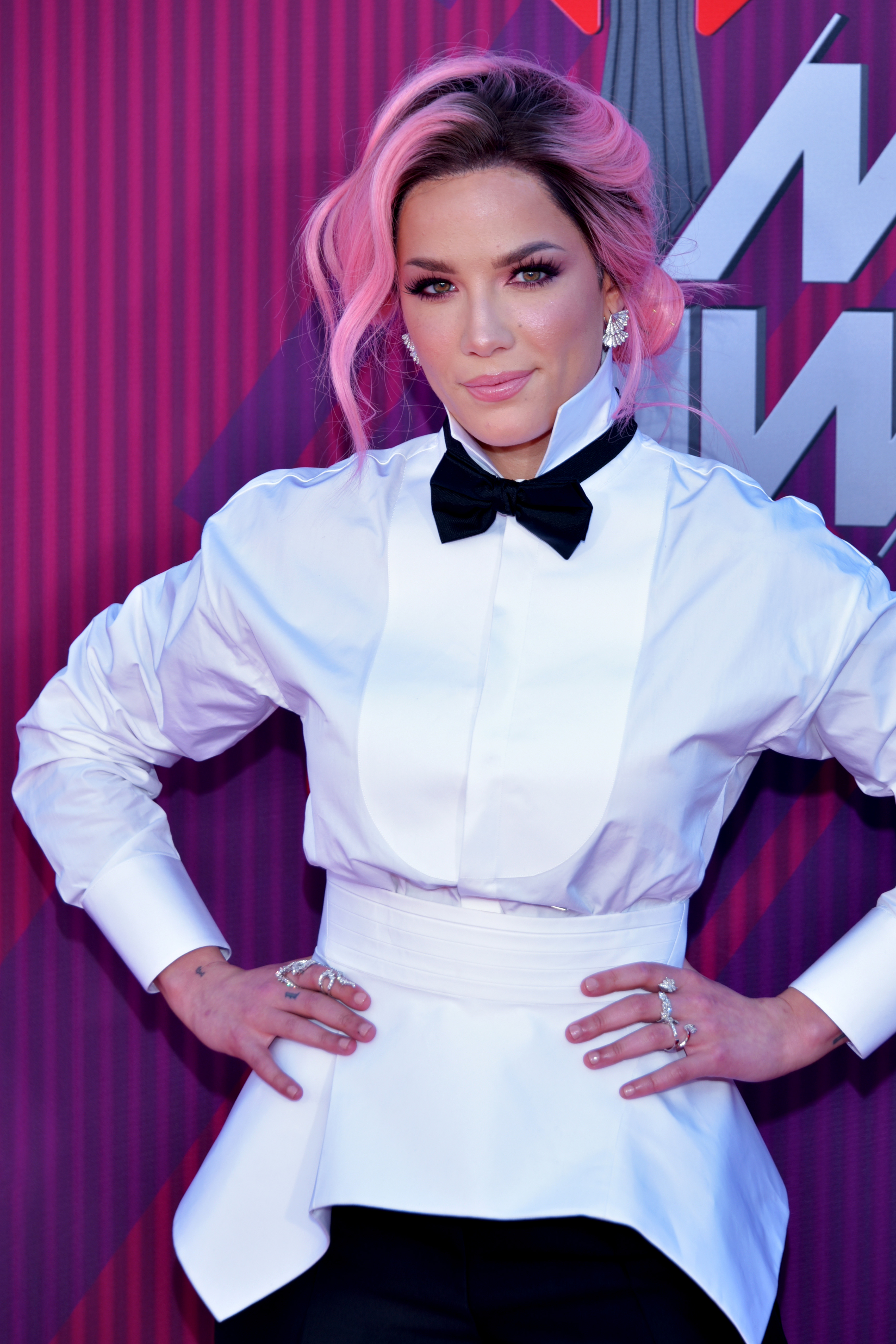
Halsey
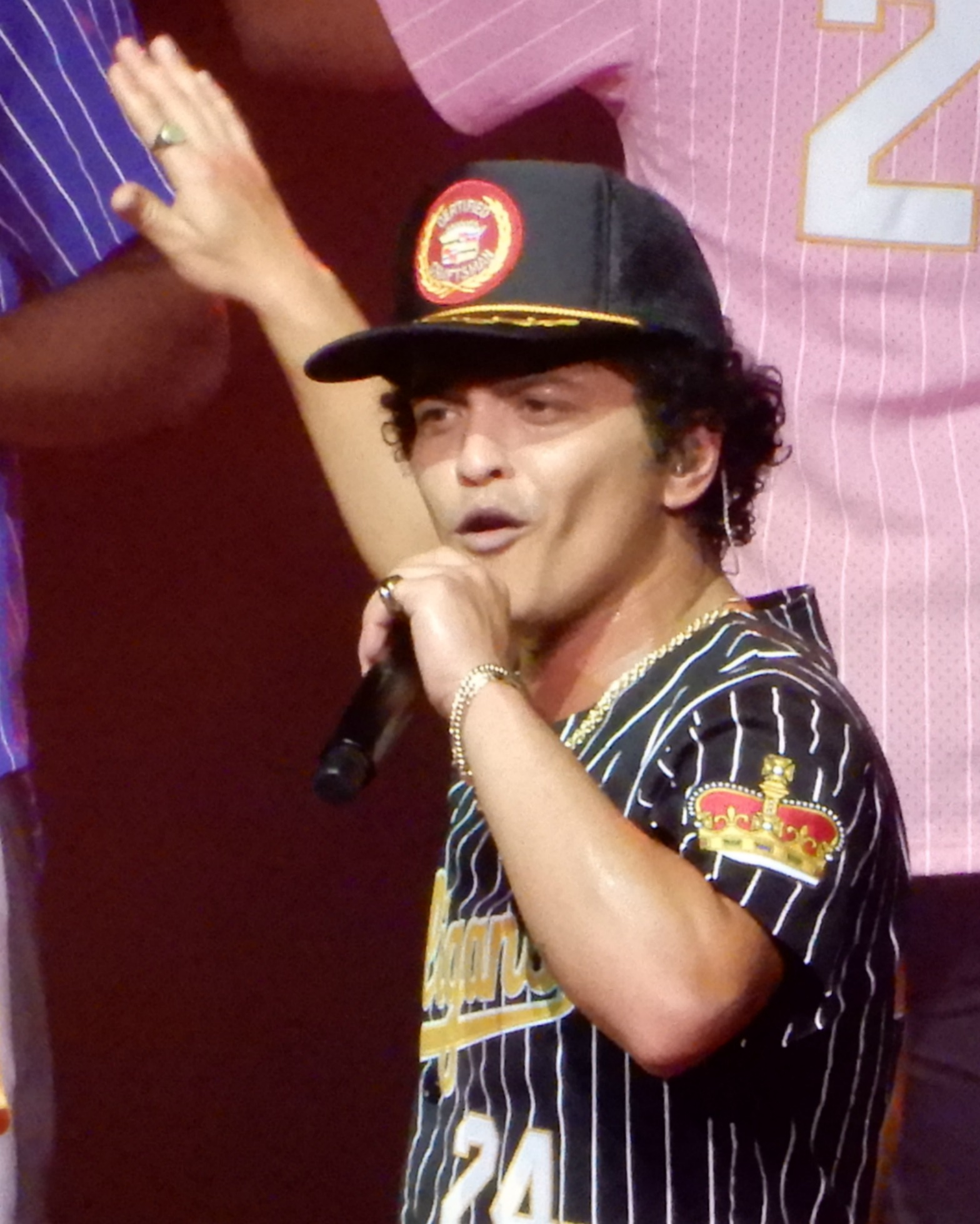
Bruno Mars
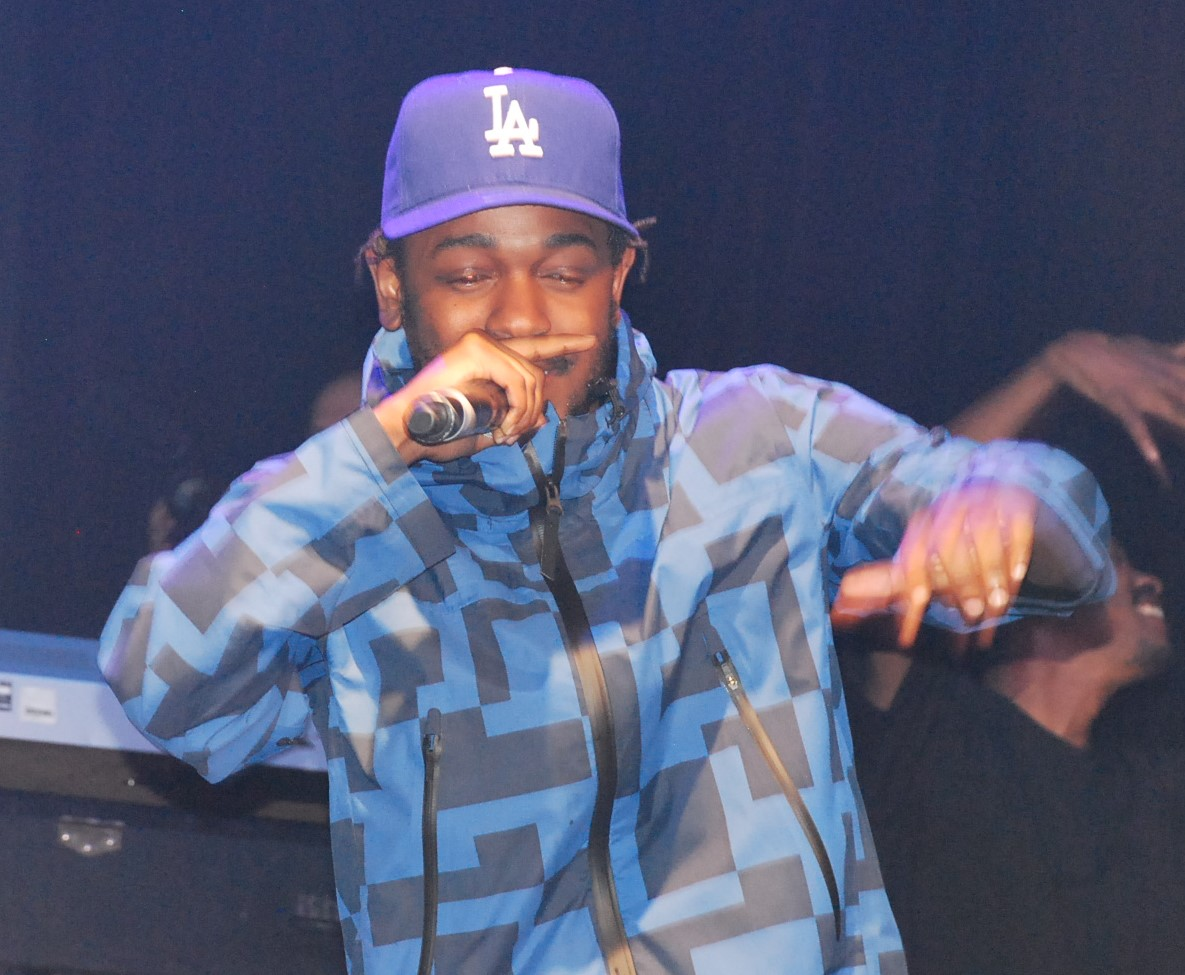
Kendrick Lamar
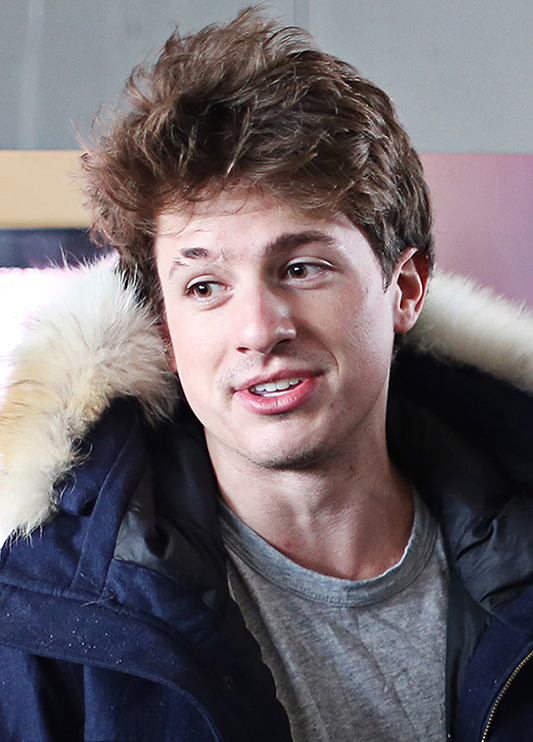
Charlie Putch
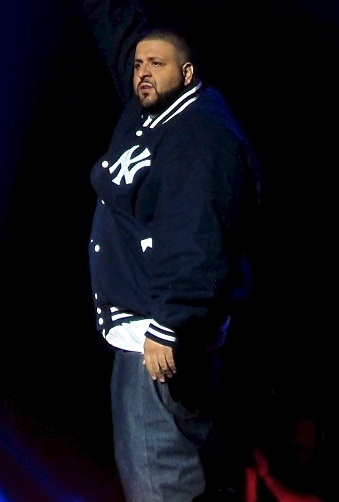
DJ Khaled
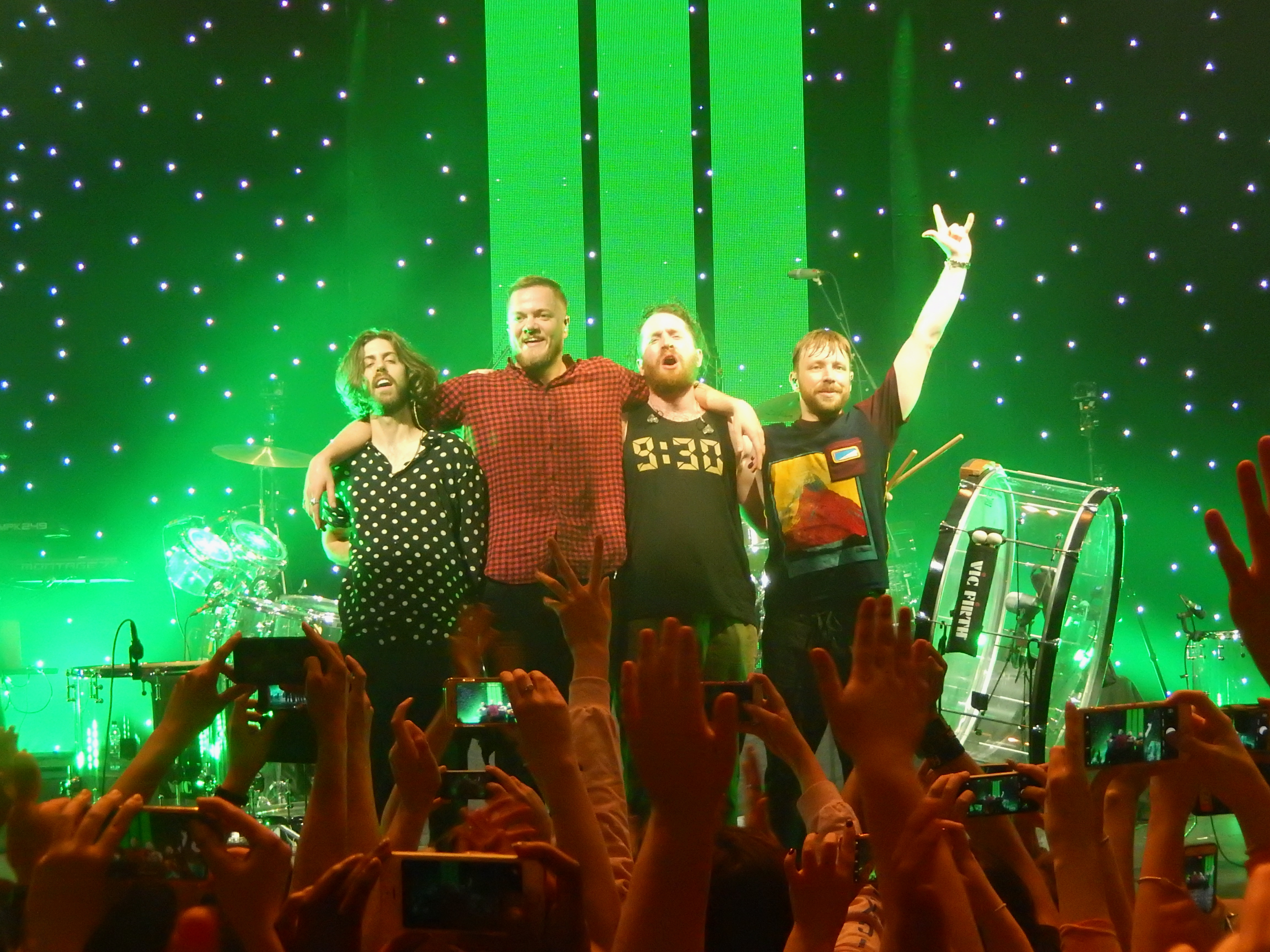
Imagine Dragons

| Numer | Artysta                         | Wydawnictwo                | Rok wydania | Gatunek                                        | Sprzedaż | Źródło |
| ----- | ------------------------------- | -------------------------- | ----------- | ---------------------------------------------- | -------- | ------ |
| 1.    | Ed Sheeran                      | „Shape of You”             | 2017        | Pop                                            | 26,6 mln | [ 1 ]  |
| 2.    | Luis Fonsi feat. Daddy Yankee   | „Despacito”                | 2017        | Pop / muzyka latynoamerykańska / Reggaeton     | 24,3 mln | [ 1 ]  |
| 3.    | The Chainsmokers feat. Coldplay | „Something Just Like This” | 2017        | Muzyka elektroniczna / Pop / House / Dance-pop | 11,5 mln | [ 1 ]  |
| 4.    | Bruno Mars                      | „That’s What I Like”       | 2017        | Funk / Soul / R&B / Swing                      | 9,7 mln  | [ 1 ]  |
| 5.    | The Chainsmokers feat. Halsey   | „Closer”                   | 2016        | Muzyka elektroniczna / Pop / Electro / House   | 9 mln    | [ 1 ]  |
| 6.    | Kendrick Lamar                  | „Humble”                   | 2017        | Pop                                            | 8,3 mln  | [ 1 ]  |
| 7.    | Charlie Putch                   | „Attention”                | 2017        | Funk / Soul / Pop                              | 8,3 mln  | [ 1 ]  |
| 8.    | DJ Khaled                       | „I’m the One”              | 2017        | Rap / Pop-rap                                  | 7,9 mln  | [ 1 ]  |
| 9.    | Ed Sheeran                      | „Perfect”                  | 2017        | Pop                                            | 7,9 mln  | [ 1 ]  |
| 10.   | Imagine Dragons                 | „Believer”                 | 2017        | Rock / Indie rock / Rock alternatywny          | 7,8 mln  | [ 1 ]  |

## Artyści z największą sprzedażą nagrań
Zestawienie obejmuje artystów z większą liczbą rekordów niż w przypadku jednego dokumentu dźwiękowego. Międzynarodowa Federacja Przemysłu Muzycznego zweryfikowała listę niezależnie przez procedury międzynarodowej firmy księgowej BDO LLP. Ed Sheeran został wyróżniony przez organizację nagrodą The IFPI Global Recording Artist of the Year – dla artysty z największą liczbą sprzedanych nagrań na świecie w 2017 roku. W liście uwzględniono sprzedaż wszystkich form nośników, w tym streamingu.

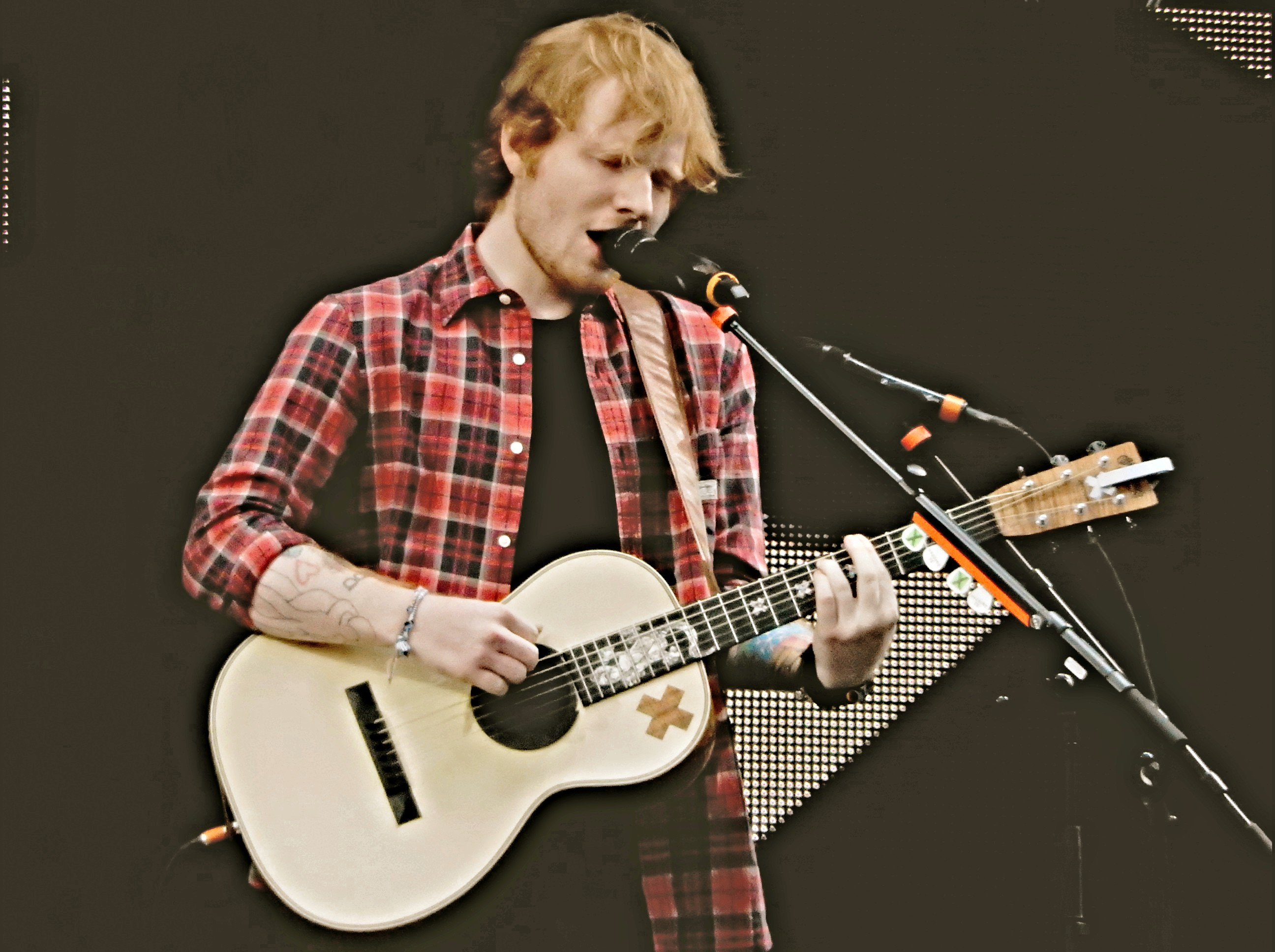
Ed Sheeran
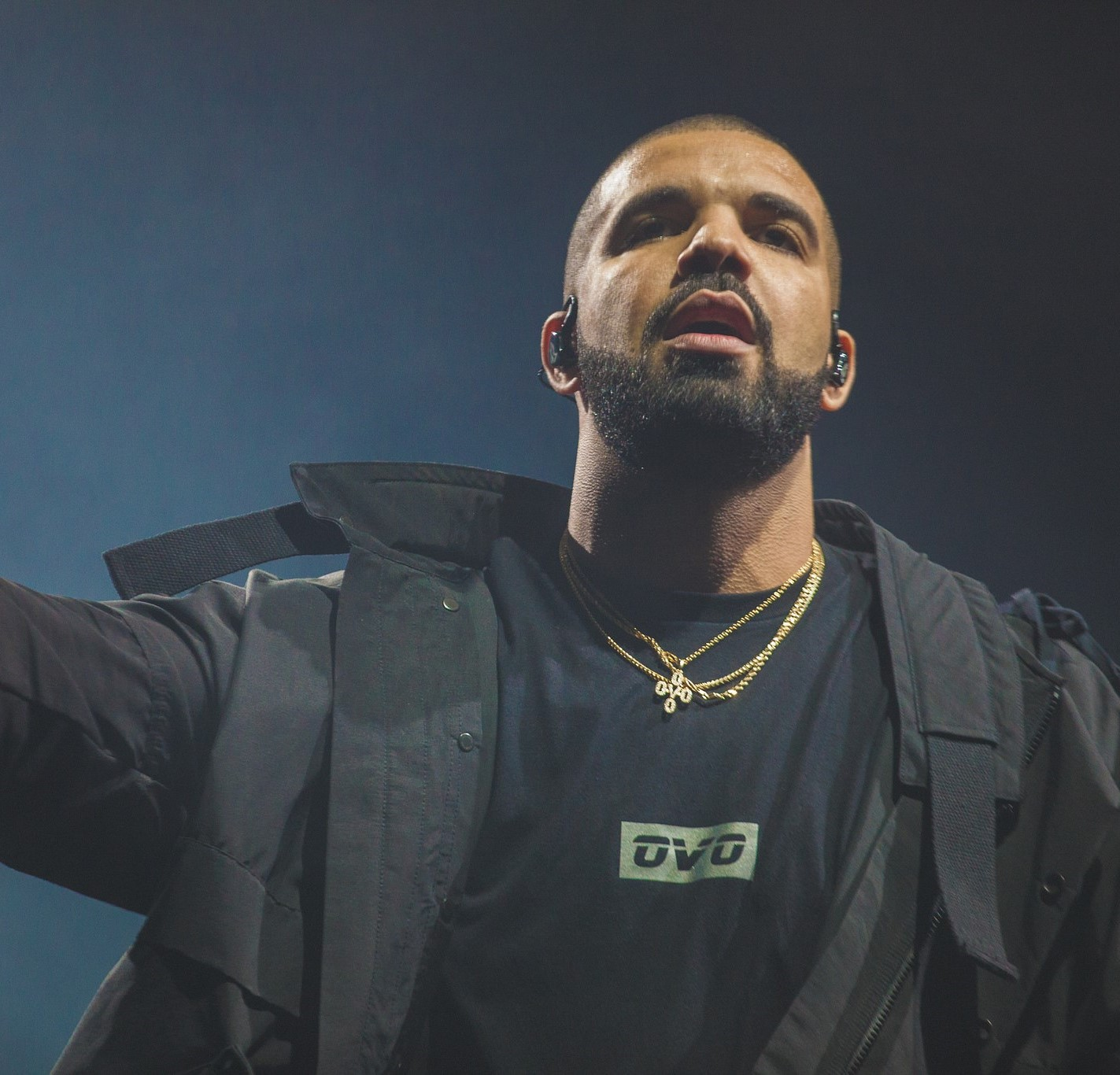
Drake
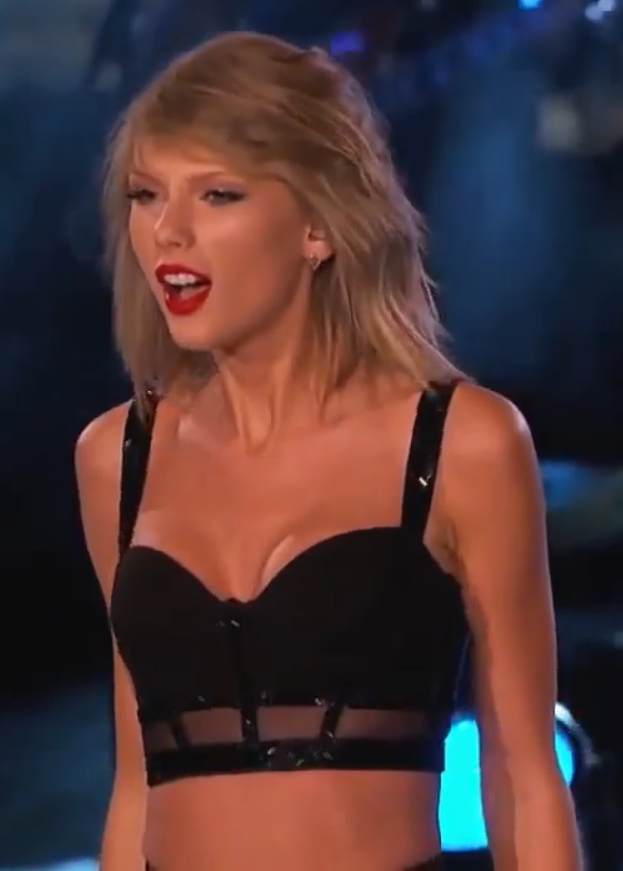
Taylor Swift
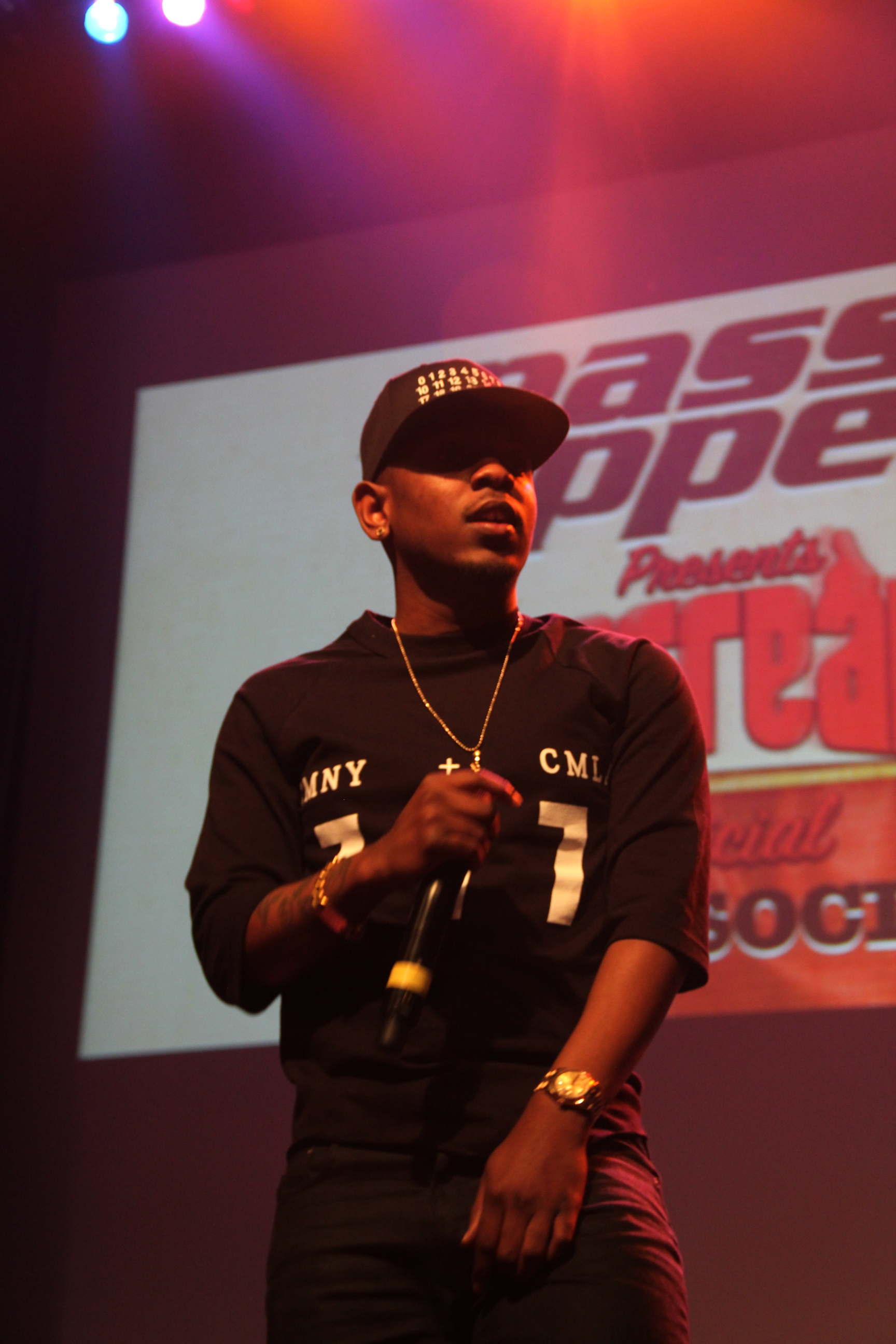
Kendrick Lamar
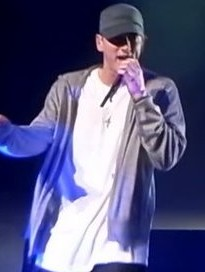
Eminem
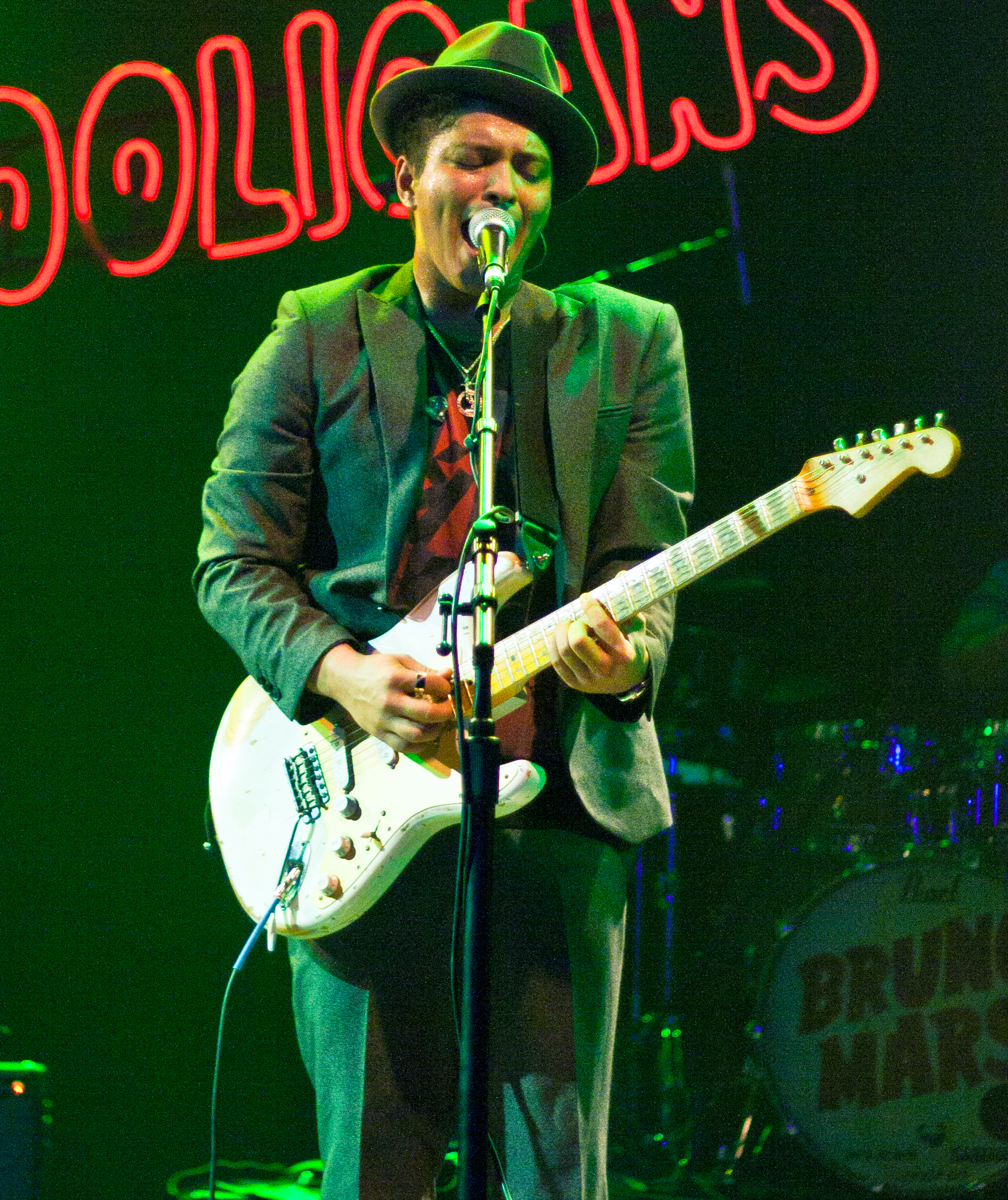
Bruno Mars
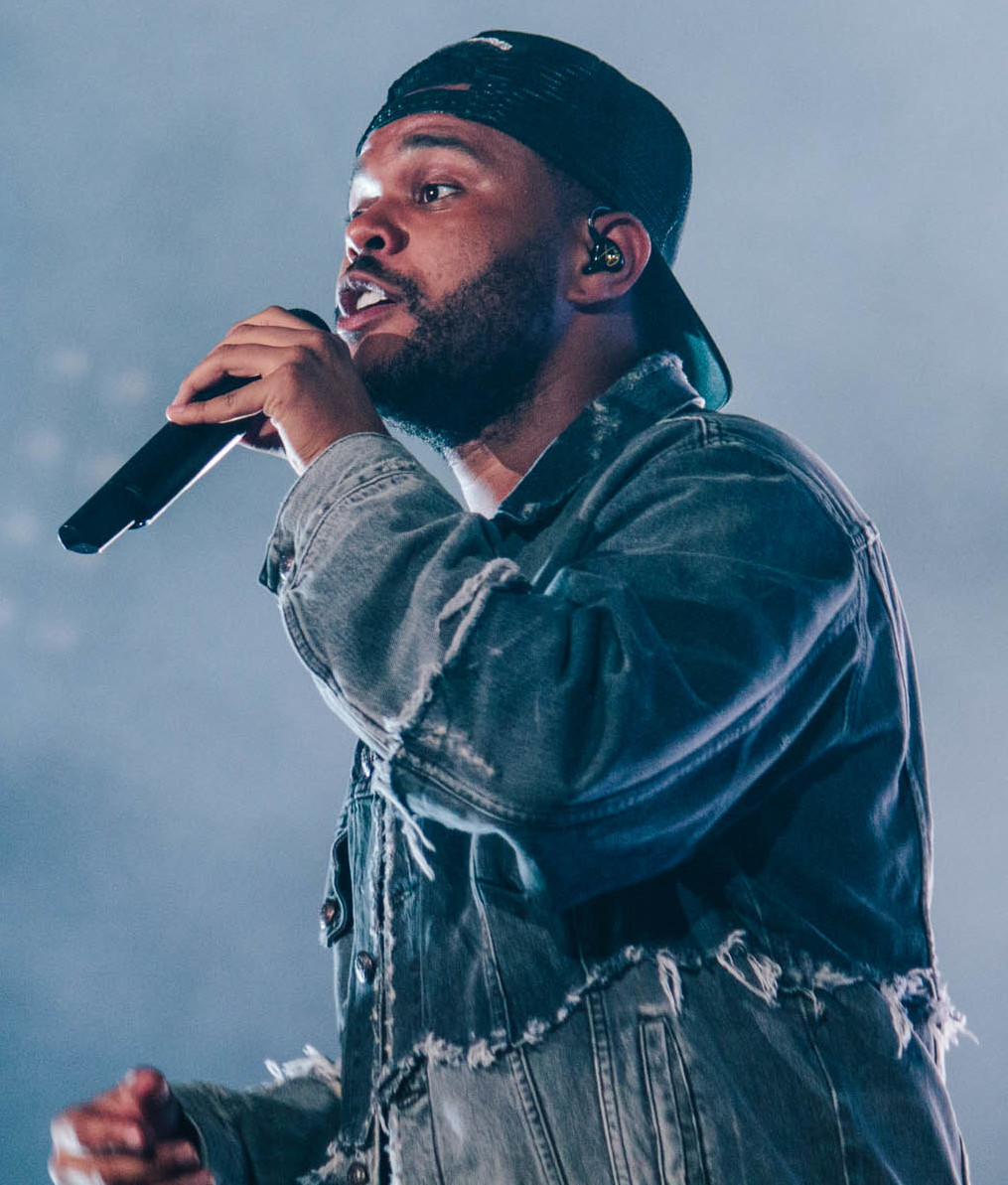
The Weeknd
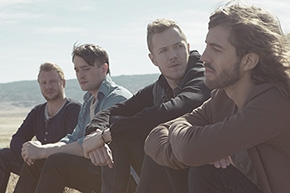
Imagine Dragons
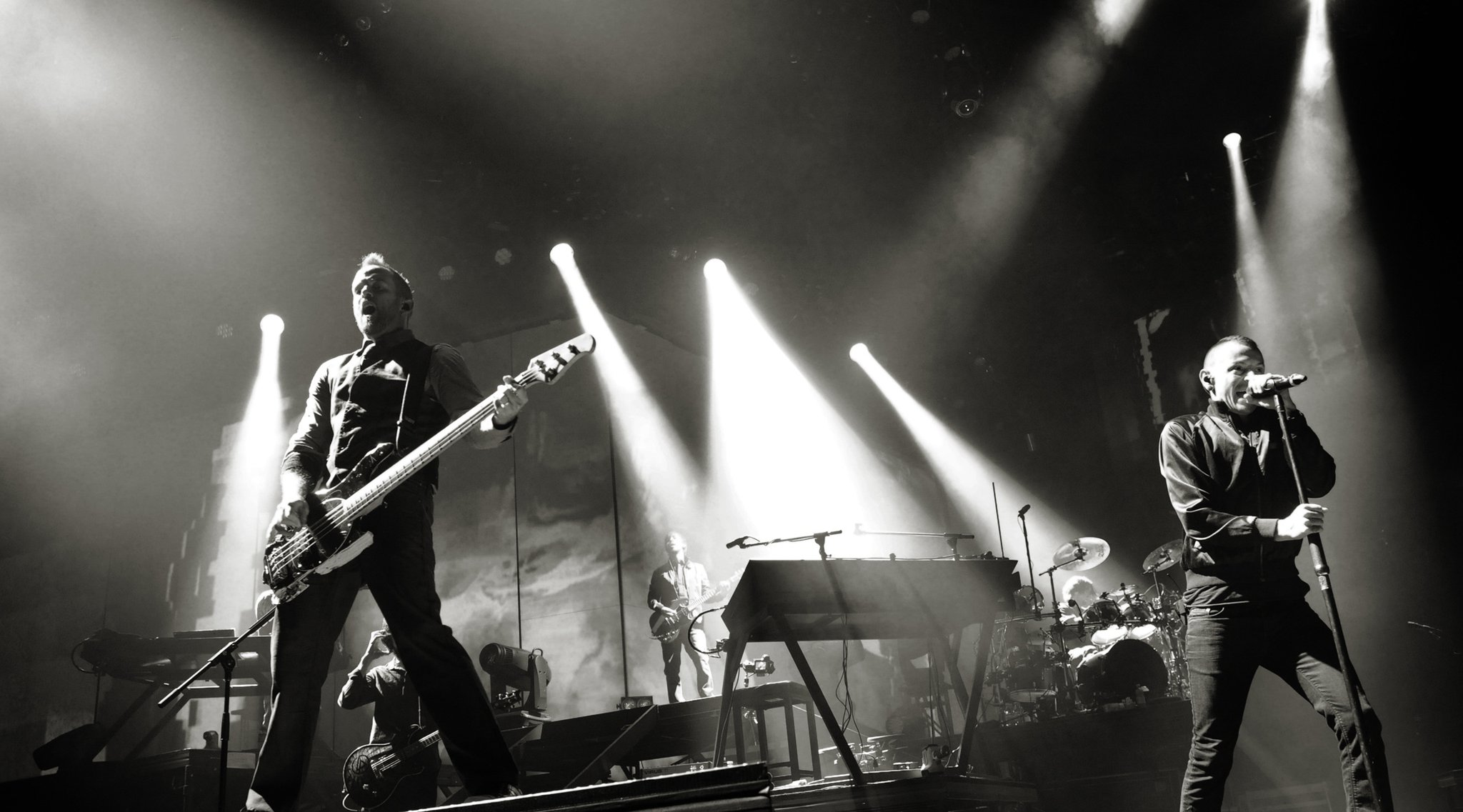
Linkin Park
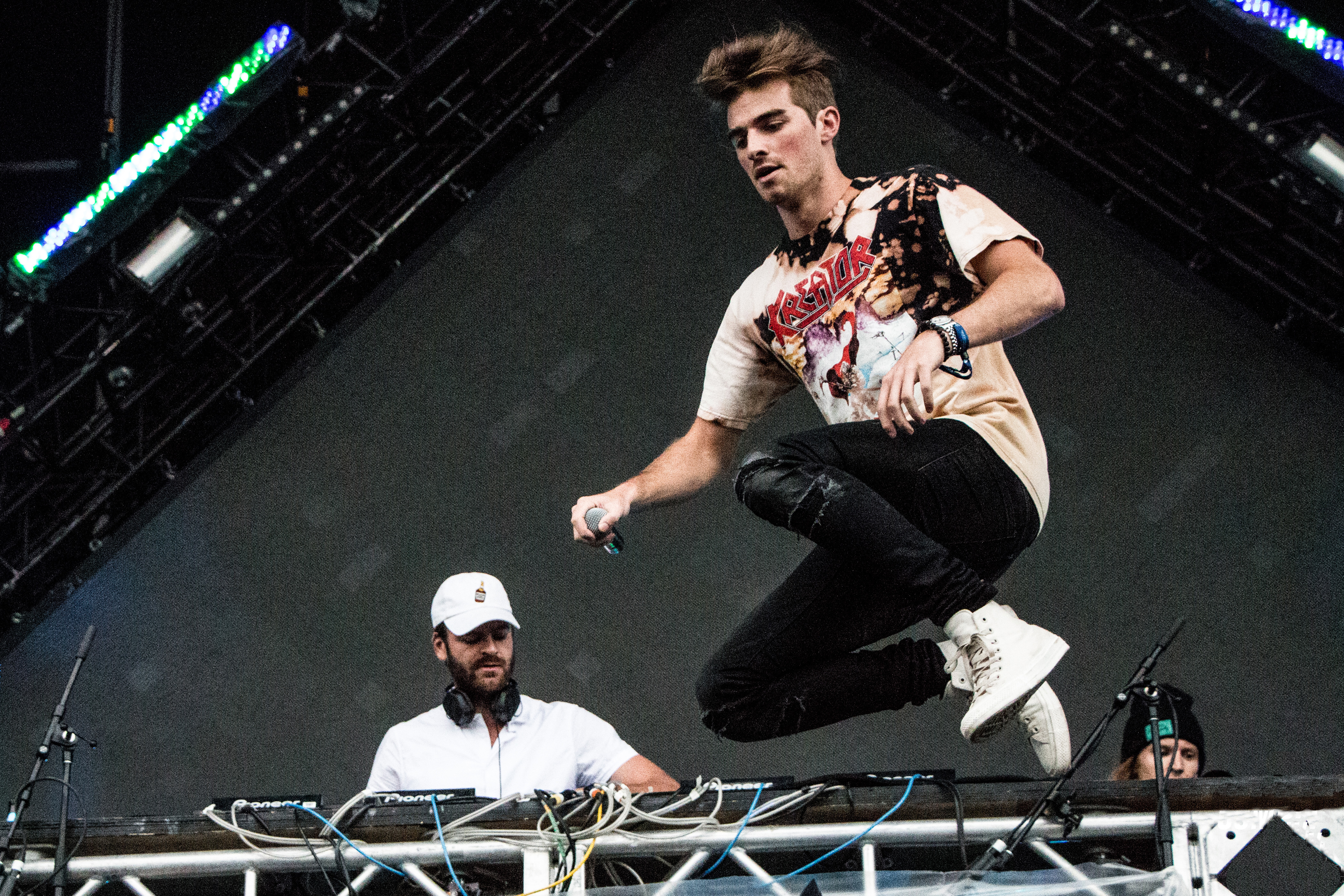
The Chainsmokers

| Numer | Artysta          | Źródło        |
| ----- | ---------------- | ------------- |
| 1.    | Ed Sheeran       | [ 22 ] [ 23 ] |
| 2.    | Drake            | [ 22 ] [ 23 ] |
| 3.    | Taylor Swift     | [ 22 ] [ 23 ] |
| 4.    | Kendrick Lamar   | [ 22 ] [ 23 ] |
| 5.    | Eminem           | [ 22 ] [ 23 ] |
| 6.    | Bruno Mars       | [ 22 ] [ 23 ] |
| 7.    | The Weeknd       | [ 22 ] [ 23 ] |
| 8.    | Imagine Dragons  | [ 22 ] [ 23 ] |
| 9.    | Linkin Park      | [ 22 ] [ 23 ] |
| 10.   | The Chainsmokers | [ 22 ] [ 23 ] |

### Literatura przedmiotu
- Global top 10 digital single of 2017 & Global top 10 albums of 2017, [w:] Global music report 2018. Annual state of the industry [dostęp 2019-07-09].
- Global charts. Top 10 global recording artists, [w:] Global music report 2018. Annual state of the industry [dostęp 2019-07-09].

### Netografia
- allmusic.com [dostęp: 9 lipca 2019].
- discogs.com [dostęp: 9 lipca 2019].